# Ciudad Cotocollao
Ciudad Cotocollao es la séptima canción del álbum La dimensión del cuy de la banda ecuatoriana de Rock y Fusión Cruks en Karnak.
El título y la letra de la canción está basada en la cultura Cotocollao, haciendo mención a la ciudad de Quito y a la cultura de su gente. También menciona, con la finalidad de resaltar lo autóctono, la mezcla entre lo propio y las nuevas costumbres que se van implantando en estas culturas.
Esta es una de las canciones de los Cruks En Karnak que se apegan más al Hard rock pero con una magistral mezcla hacia lo autóctono, fusionando a este estilo musical con ritmos tropicales y folclóricos. Esta canción lleva potentes guitarras distorsionadas y un bajo que aporta con líneas excepcionales, en cuanto a instrumentación es una canción muy bien elaborada.
- Datos: Q5770591